# ۴۱۶۹ سلسیوس
سیارک ۴۱۶۹ (به انگلیسی: 4169 Celsius، نامگذاری:1980FO3) چهار هزار و صد و شصت و نهمین سیارک کشف شده‌است که در ۱۶ مارس ۱۹۸۰ کشف شد.
قدر مطلق سیارک برابر ۱۰٫۹۰ است.